# 觀月·樺峯

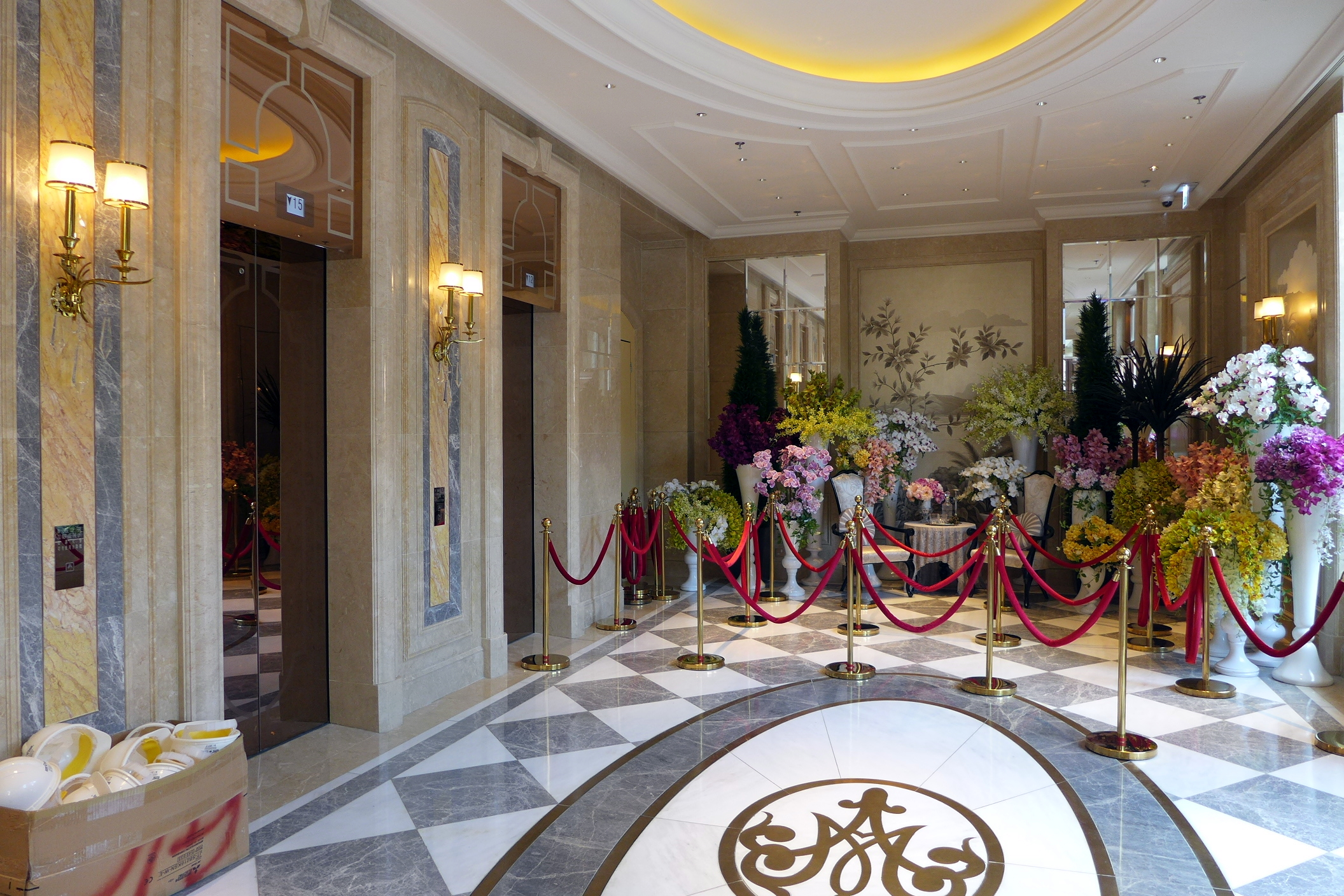
觀月·樺峯住客入口大堂

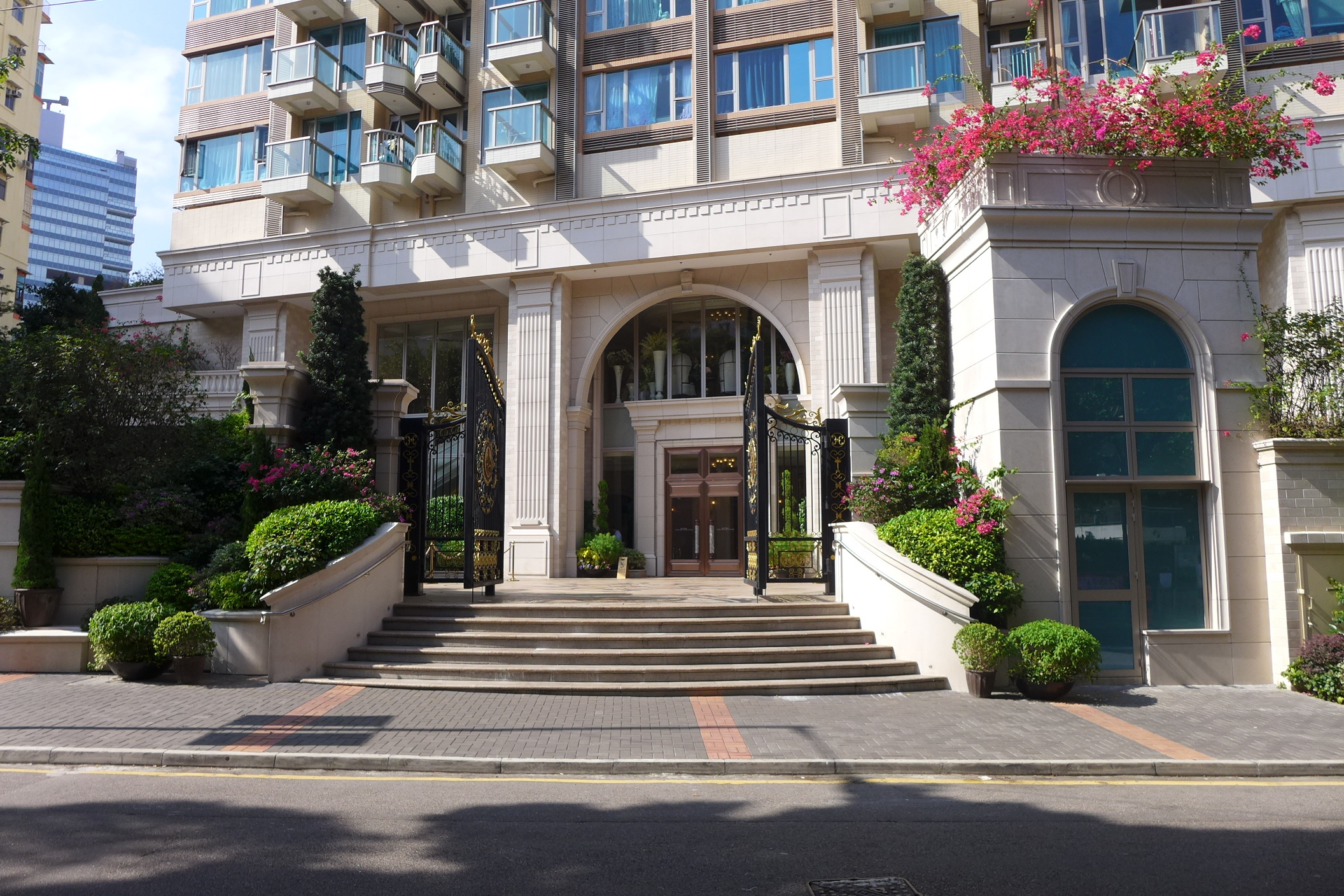
觀月·樺峯外圍住客入口

觀月·樺峯（英語：Park Metropolitan），位於香港九龍觀塘月華街8號，是一個單棟式的私人屋苑，前身為觀塘（月華街）巴士總站，樓高40層，由市區重建局和信和置業共同發展，由王歐陽建築設計，俊和集團承建的屋苑，為觀塘市中心重建項目第一期部份。示範單位設於奧海城1期。

## 簡介
物業位於觀塘月華街，為觀塘市中心重建項目的一部分，設有一座樓高40層的樓宇，提供299個私人住宅單位。
該屋苑基座兩層為觀塘社區健康中心，地址為協和街60號，予前觀塘賽馬會診所遷入，於2015年1月投入服務。由醫院管理局、勞工處及衛生署聯合營運，設有普通科門診診所、職業健康診所、母嬰健康院及牙科診所。
地面兩層的住宅入口為圓拱門設計，月華街入口亦設有24小時公眾通道，方便市民經兩條行人天橋分別前往裕民坊商場及物華街。

## 住客會所
屋苑基座設有會所，設於一樓，設施包括20米長室外游泳池、蒸汽浴室、健身室、兒童遊戲室、音樂室、遊戲室、多用途宴會廳、優閒雅座及瑜珈室等。

## 工作平台「奇則」
單位附設了一個工作平台，僅可放下一把裝修用的工作梯。事緣是法定實用面積包括工作平台，加上政府2006年修訂的作業備考對工作平台的設計時須將工作平台和環保露台作為分隔，工作平台面積不少於1.5平方米，每個住宅單位可獲豁免的工作平台面積上限為0.75平方米或50%，所以1.5平方米的工作平台最為划算，發展商為求「賺到盡」，於是興建這種工作平台。

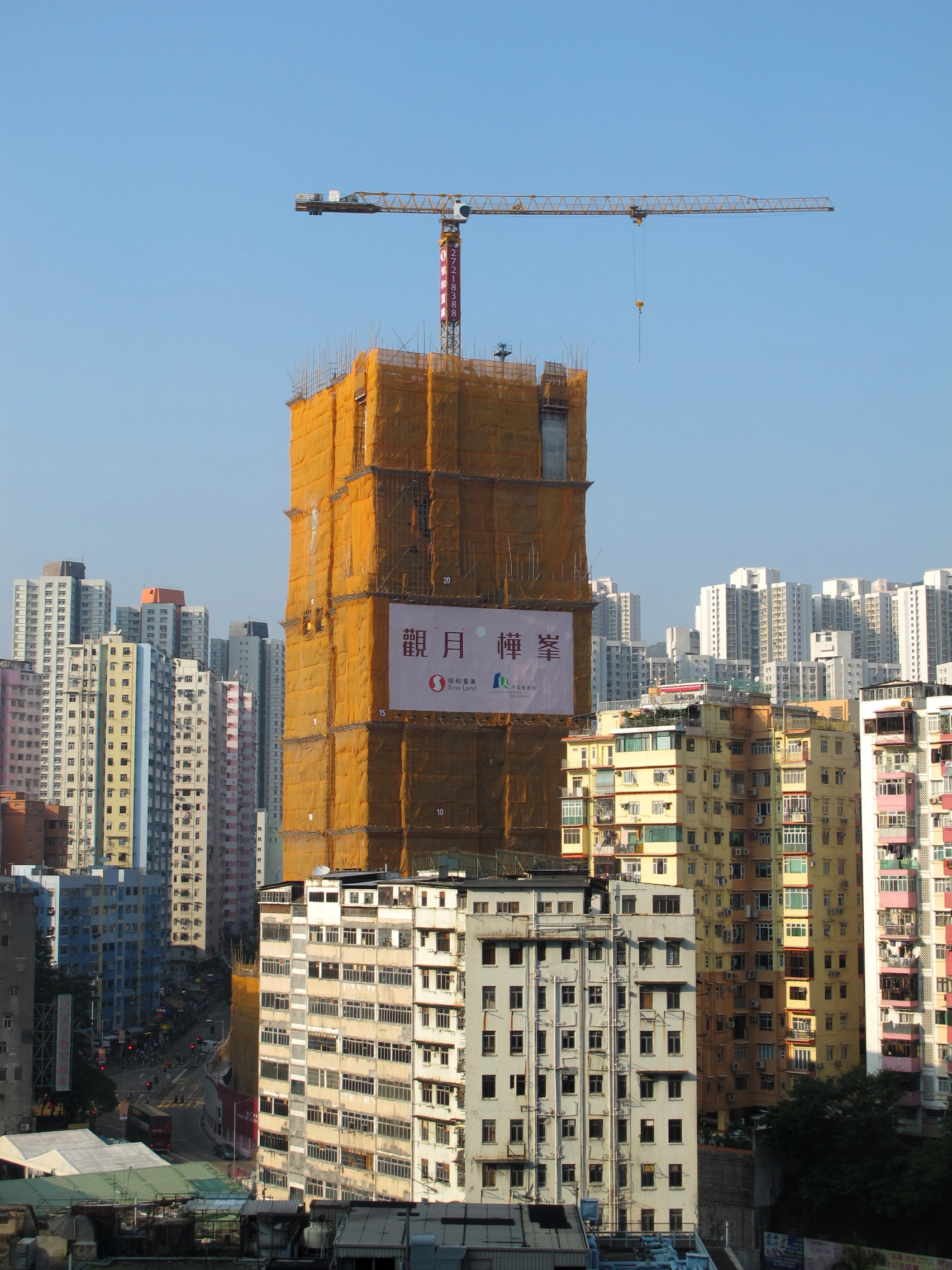
興建中的觀月·樺峯（2013年9月）
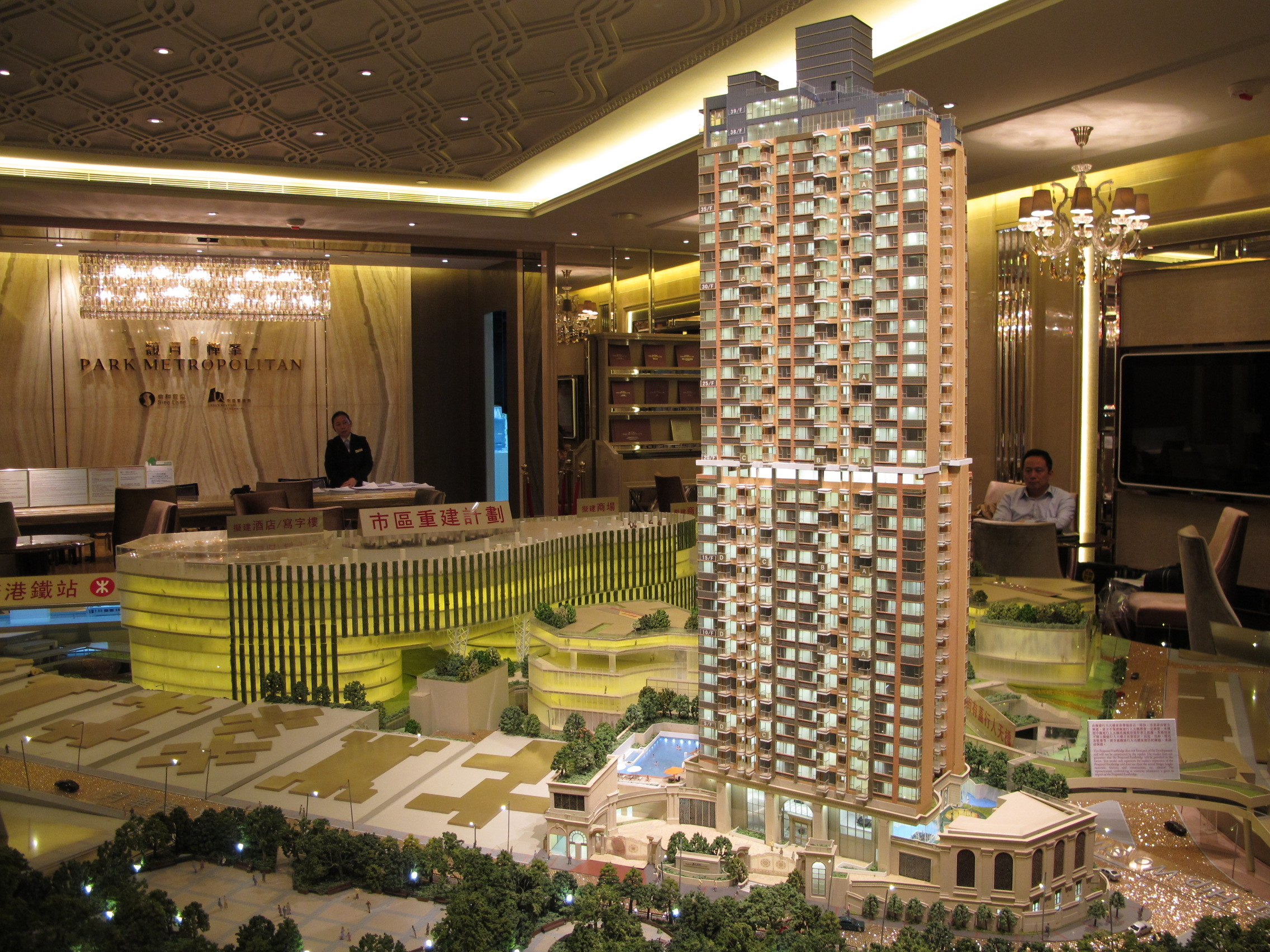
觀月·樺峯售樓處模型
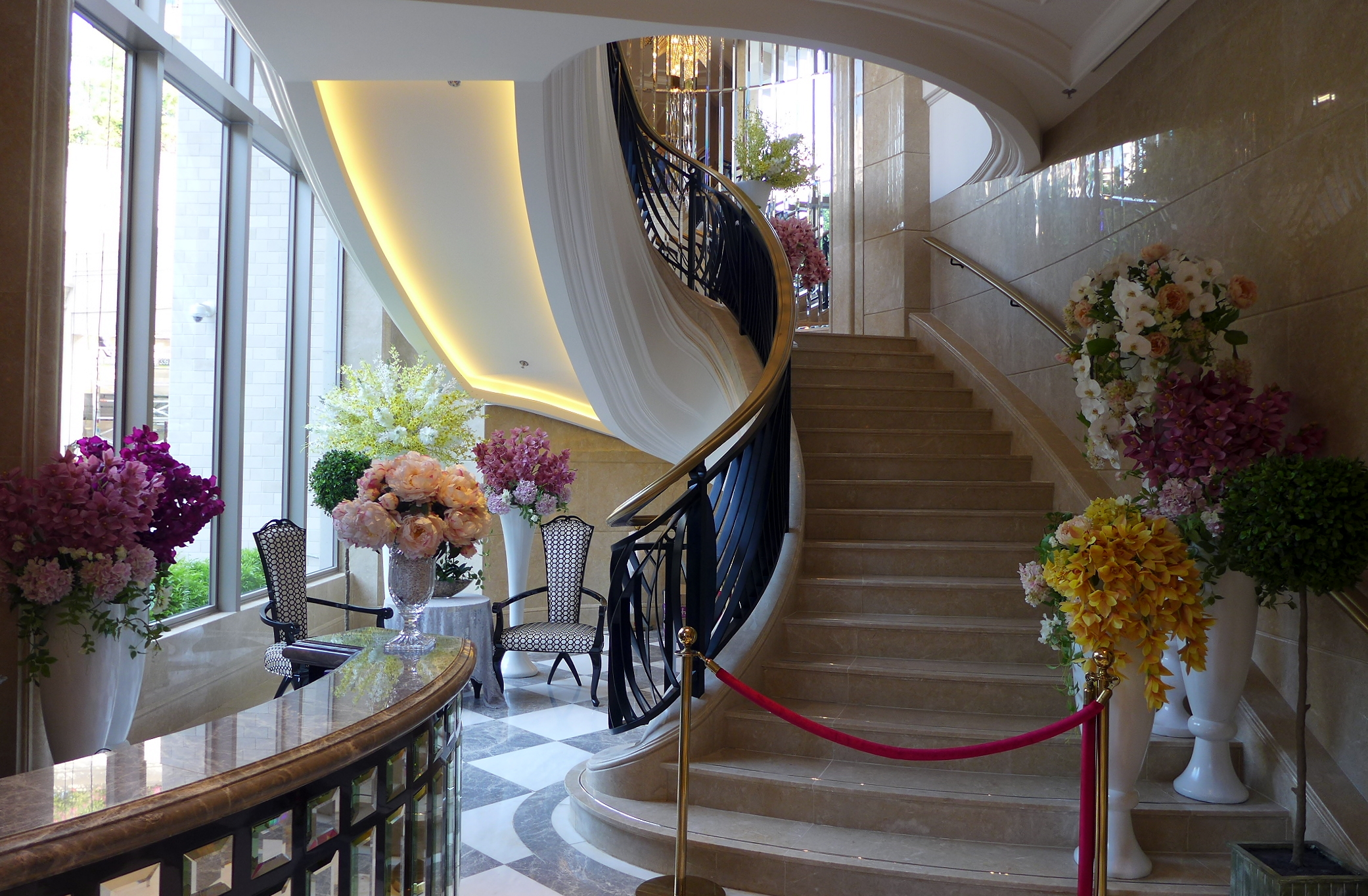
觀月·樺峯往會所入口樓梯（2014年7月）

## 健康中心持刀傷人案
2023年8月30日下午2時55分，警方接獲觀塘社區健康中心地下女廁發生持刀傷人案，一名年約80歲的女子送往聯合醫院後死亡，另一名52歲女子手部受傷，其後被捕，警方將案件列作謀殺。據悉兩名女子互相認識，52歲婦陪同老婦到該處看醫生。案發時期間有人懷疑曾持菜刀施襲並發生打鬥，其後被發現反鎖一個女廁的廁格內，地上留有血迹。

## 外部連結
- 觀月．樺峯｜俊和建築 （页面存档备份，存于）
- 市建局信置合作項目 起樓賺盡出奇則 觀月．樺峯 露台只能企一人 （页面存档备份，存于）
- 觀月·樺峯